# Vojnik (Despotovac)
Pour les articles homonymes, voir Vojnik.
Vojnik (en serbe cyrillique : Војник) est un village de Serbie situé dans la municipalité de Despotovac, district de Pomoravlje. Au recensement de 2011, il comptait 874 habitants.

## Démographie

### Évolution historique de la population
| 1948  | 1953  | 1961  | 1971  | 1981  | 1991  | 2002 | 2011 |
| ----- | ----- | ----- | ----- | ----- | ----- | ---- | ---- |
| 1 126 | 1 392 | 1 447 | 1 653 | 1 729 | 1 186 | 946  | 874  |

|  |